# Лаский, Ян (старший)
Ян Лаский или Ласький (пол. Jan Łaski, 1455—1531) — архиепископ гнезненский и примас Польши в 1510—1531 гг. Имел большое влияние на государственные дела и руководил составлением статута Ласького — первой кодификации польского права. Дядя реформатора польской церкви Яна Лаского.

## Биография
Представитель польского шляхетского рода Ласких. Сын шляхтича Анджея из Ласка (ум. 1476). Братья — каноник и кустош гнезненский Анджей (ум. 1512), воевода ленчицкий и серадзский Ярослав (ум. 1521), войский серадзский Михаил (ум. после 1512).

## Секретарь короля
Происходил из владевшего местечком Ласк дворянского рода герба «Кораб», который ко времени его рождения сильно обеднел и пришёл в упадок. Отец Яна Лаского не занимал никакой государственной должности, а сам он не попал даже в Краковский университет.
Только благодаря покровительству Кржеслава Курашвенцкого он в 1502 году был назначен великим коронным секретарём. Вскоре король Александр Ягеллон предоставил ему место великого канцлера коронного, и в этом звании он имел громадное влияние на дела Польши.
На радомском сейме 1505 года шляхта выразила желание, чтобы сеймовые постановления были собраны и опубликованы. Это дело было возложено королём на канцлера, и так называеый статут Лаского вышел в свет в 1506 г. под заглавием Commune inclyti Polonie Regni privilegium constitutionum et indultuum.

## Примас Польши
В 1508 году Ян Лаский стал коадъютором гнезненского архиепископа, а в 1510 году — архиепископом и примасом Польши. От звания канцлера он, в силу сеймового постановления 1504 года, должен был отказаться, но сохранил влияние на государственные дела и иностранную политику. Когда в 1513 году он отправился на Латеранский собор в Рим, ему было поручено склонить папу на сторону короля Сигизмунда I по делу о признании магистром тевтонского ордена своей вассальной зависимости от Польши.
Двухлетнее отсутствие вне Польши сильно поколебало политическое влияние Яна Лаского; число его врагов значительно возросло, и во главе их стал пользовавшийся большим доверием короля вице-канцлер Пётр Томицкий. Не любила Яна Лаского и вторая жена короля, Бона Сфорца. Несмотря на противодействие могущественных недругов, Ян Лаский старался проводить свою программу, настаивая на энергичной политике по отношению к Тевтонскому ордену и на противодействии Габсбургам в венгерских делах.

В бытность Яна Лаского архиепископом гнезненским было собрано десять провинциальных синодов. По его инициативе было составлено подробное экономическое описание гнезненской епархии (Joannis de Lasco Liber beneficiorum Archidioecesis Gnesnensis, Гнезно, 1880—81). Духовенство было недовольно примасом за то, что он обогащал своих родственников за счет церковных земель и сам много тратил, вследствие чего сильно запутался в долгах. 

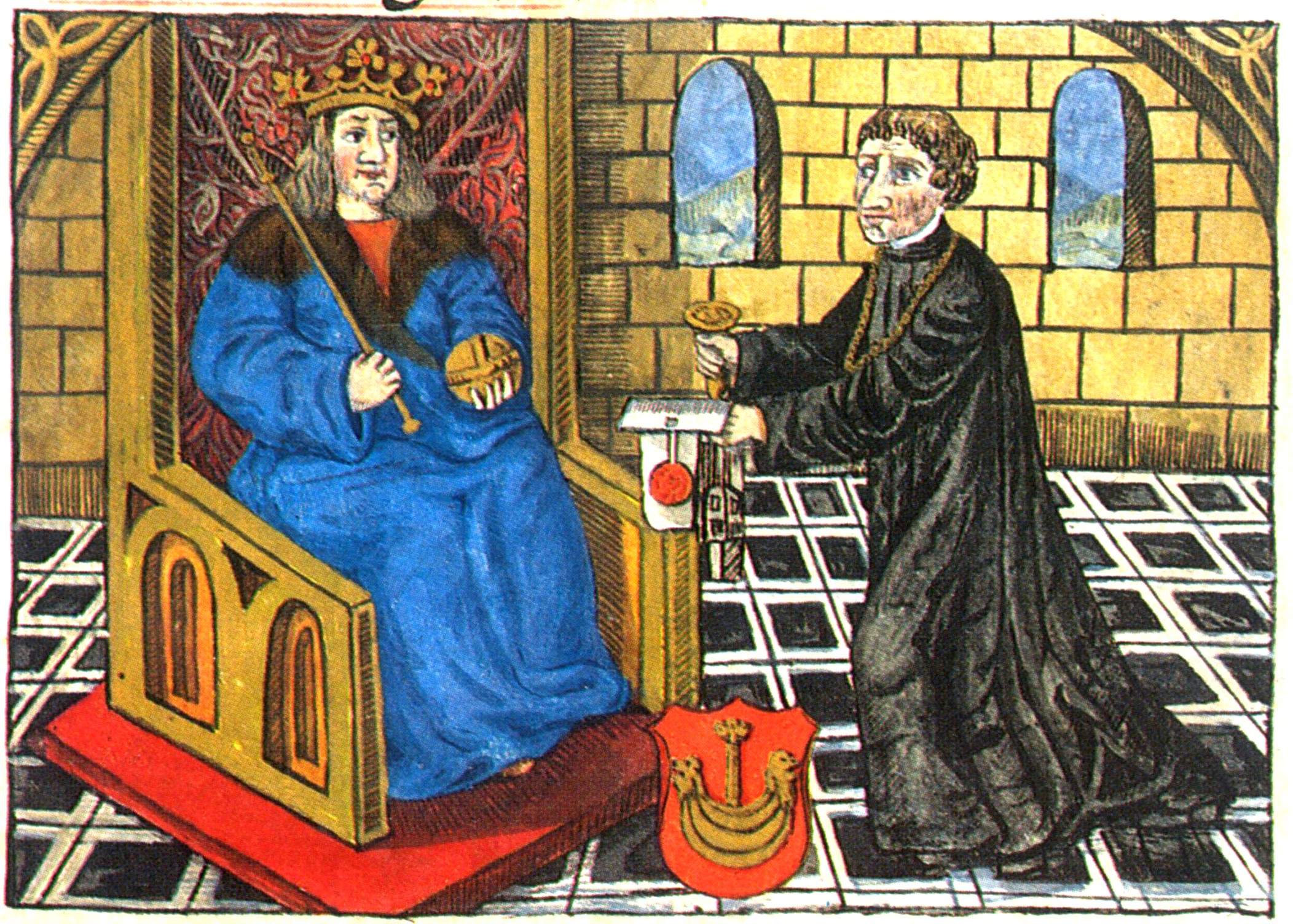
Ян Лаский преподносит составленный им свод сеймовых постановлений королю Александру

## Конфликт с Ватиканом
Когда в 1528 г. племянник примаса, Иероним Лаский, смог добиться от турецкого султана военной помощи предводителю венгерской национальной партии Запольи, Габсбурги решили погубить примаса. Кардинал Гаттинара, канцлер Карла V, представил папе Клименту VII дело в таком виде, что Иероним помогал Заполье по указаниям дяди и из средств, добытых последним через залог и продажу церковных имений.
Папа предписал примасу предстать лично, для оправдания, перед папской консисторией, под угрозой, в случае неявки, самых тяжелых церковных наказаний. Король не позволил, однако, опубликовать этот призыв и отослал его обратно папской курии. Вскоре затем умер Гаттинара, и дело не получило дальнейшего хода. Тем не менее неудовольствие папы было сильным ударом для престарелого примаса, который всегда был верным слугой Рима и защитником его интересов в Польше; год спустя он умер.

## Источник
- Лаский, Ян (примас Польши) // Энциклопедический словарь Брокгауза и Ефрона : в 86 т. (82 т. и 4 доп.). — СПб., 1890—1907.